# أوركسترا هول
أوركسترا هول (Orchestra Hall) قاعة للحفلات الموسيقية تقع في شارع 11 في بيفي بلازا في وسط مدينة منيابولس ، مينيسوتا. مقر أوركسترا مينيسوتا، وهو معلم رئيسي في الجزء الجنوبي من نيكوليت مول ويستضيف العديد من الأحداث على مدار العام ، بالإضافة إلى كونه منزل الأوركسترا.